# Колпинская улица (Колпино)
Ко́лпинская улица — улица в городе Колпино Колпинского района Санкт-Петербурга.
Находится на северной границе Городского кладбища.
Проходит от Вознесенского шоссе до следственного изолятора.

## История
Название связано с городом Колпино. Название улице присвоено в конце 1930-х годов.
В самом начале Колпинская улица по мосту пересекает реку Большую Ижорку. Далее, возле колпинской автобазы «Спецтранс», имеет поворот, после чего идет вдоль Московской железной дороги на расстоянии 320 метров. До строительства следственного изолятора шла до реки Малой Ижорки и затем поворачивала к Понтонной улице. Трасса Колпинской улицы была официально сокращена 25 июня 2012 года.

## Застройка и достопримечательности
- Памятник рабочим-красногвардейцам, погибшим при разгроме банд Юденича под Петроградом в 1919 году. Возведен в 1937 году. Скульптор — Е. Г. Захаров, архитектор — Л. М. Ягурский. Памятник регионального значения.  7800523000
- Водоотводный (прямолинейный) канал с мостом-плотиной № 3. Мост-плотина была построена в 1807 году по проекту А. Я. Вильсона. Является памятником градостроительства и архитектуры федерального значения.  7832145001
- На протяжении почти километра от реки Большой Ижорки вдоль нечетной стороны находится Колпинское кладбище. На нём находится церковь Николая Чудотворца (Колпинская улица, дом 3).

Четную сторону от Большой Ижорки до Понтонного проезда занимают промышленные предприятия.

## Перекрёстки
- Вознесенское шоссе
- Понтонный проезд